# Ibrahim Boubacar Keïta
Ibrahim Boubacar Keita (29. ledna 1945 – 16. ledna 2022), často označován zkratkou IBK, byl malijský politik, mezi lety 2013 až 2020 byl prezidentem země. Dříve zastával úřady premiéra (1994–2000) a předsedy Národního Shromáždění Mali (2002 do roku 2007).

## Osobní život
Oženil se s Keïtou Aminatou Maiga, se kterou má čtyři děti. Jeho syn Karim je též politik.

## Politická kariéra
V roce 2001 založil politickou stranu, Rally for Mali (RPM). Prezidentem byl zvolen ve volbách, které se konaly v červenci a srpnu 2013; přísahu složil dne 4. září 2013. Opětovně byl do úřadu zvolen v roce 2018.
19. srpna 2020 byl sesazen vojenským převratem.